# شبرتو (بابارشاني)
شبرتو (بالفارسية: شبرتو) هي قرية تقع في إيران في قسم بابارشاني الريفي. يقدر عدد سكانها بـ 106 نسمة بحسب إحصاء 2016.